# Olli-Pekka Kallasvuo
Pour les articles homonymes, voir Pekka.
Olli-Pekka Kallasvuo, connu également sous le diminutif OPK,  né à Lavia, Finlande le 13 juillet 1953, est un dirigeant d'entreprise finlandais  et ancien Chief executive officer de Nokia et président de Nokia Solutions and Networks, une entreprise de Nokia.
Titulaire d'un master de droit de l'Université d'Helsinki, après quelques années à la Banque d'Union de Finlande, il rentre chez Nokia en 1980 à l'âge de 27 ans dans la division Finances, société où il a fait jusqu'à présent toute sa carrière. Il est membre du board du groupe Nokia depuis 1990. 
Il est également membre du conseil d'administration d'EMC Corporation, un des leaders mondiaux du stockage et de la gestion de données.
Olli-Pekka Kallasvuo devient PDG de Nokia le 1er octobre 2005. 
Il est remplacé le 10 septembre 2010 à la tête de Nokia par le Canadien Stephen Elop.

## Anecdote
Il a déclaré au Financial Time que son site internet favori était Wikipédia indiquant qu'il « aimait la façon dont l'information s'agrégeait de différentes personnes » (I love the way it aggregates information from different people.)

## Source
- (en) Cet article est partiellement ou en totalité issu de l’article de Wikipédia en anglais intitulé « Olli-Pekka Kallasvuo » (voir la liste des auteurs).